# Leone Antolini
Leone Antolini (Perugia, 29 maggio 1825 – Ponte Valleceppi, 14 febbraio 1911) è stato un insegnante, filantropo e patriota italiano, fondatore delle prime scuole rurali dell'Umbria a Ponte Valleceppi, Ponte San Giovanni e Ponte Felcino.

## Biografia
Leone Antolini nacque a Perugia, figlio di Andrea Antolini Vannucci, nobile decaduto di Macerata, e di Caterina Petriz, figlia di un legatore di libri originario di Graz. Sin da giovane dovette rinunciare agli studi per dedicarsi al mestiere del nonno materno. Nel 1848 conobbe Domenico Lupattelli avvicinandosi agli ideali mazziniani, iniziando così a dedicarsi all'insegnamento fondando, l'anno seguente, le prime scuole rurali dell'Umbria: a Ponte Valleceppi, Ponte San Giovanni e Ponte Felcino, affidando alla moglie, Agata Galletti, l'educazione delle classi femminili.
Per tutto il decennio successivo, fino al 1860, collaborò con i liberali perugini alla propaganda per l'indipendenza dell'Umbria dallo Stato Pontificio, ospitando in casa propria riunioni clandestine. In seguito alla proclamazione del Regno d'Italia, gli vennero offerti anche numerosi incarichi di prestigio, ma Leone rinunciò a tutti gli inviti e continuò la sua attività come insegnante.